# Csendes-óceáni csoport (NBA)
A Csendes-óceáni csoport az NBA-ben a Nyugati főcsoportban lévő csoport az Északnyugati és a Délnyugati csoport mellett. Mind az öt csapat már benne volt a csoportban, mielőtt a Blazers és a Sonics az Északnyugati csoportba ment. A jelenlegi csoportfelosztások a 2004–05-ös szezon óta érvényesek.

## Csapatok

### Jelenlegi csapatok
- Golden State Warriors (korábban San Fransisco Warriors, 1970–)
- Los Angeles Clippers (korábban San Diego Clippers, 1978–)
- Los Angeles Lakers (1970–)
- Phoenix Suns (1972–)
- Sacramento Kings (1988–)

### Korábbi csapatok
- San Diego/Houston Rockets (1970–1972)
- Portland Trail Blazers (1970–2004)
- Seattle SuperSonics (1970–2004)

## A Csendes-óceáni csoport győztesei
- 1970–1971: Los Angeles Lakers
- 1971–1972: Los Angeles Lakers
- 1972–1973: Los Angeles Lakers
- 1973–1974: Los Angeles Lakers
- 1974–1975: Golden State Warriors
- 1975–1976: Golden State Warriors
- 1976–1977: Los Angeles Lakers
- 1977–1978: Portland Trail Blazers
- 1978–1979: Seattle SuperSonics
- 1979–1980: Los Angeles Lakers
- 1980–1981: Phoenix Suns
- 1981–1982: Los Angeles Lakers
- 1982–1983: Los Angeles Lakers
- 1983–1984: Los Angeles Lakers
- 1984–1985: Los Angeles Lakers
- 1985–1986: Los Angeles Lakers
- 1986–1987: Los Angeles Lakers
- 1987–1988: Los Angeles Lakers
- 1988–1989: Los Angeles Lakers
- 1989–1990: Los Angeles Lakers
- 1990–1991: Portland Trail Blazers
- 1991–1992: Portland Trail Blazers
- 1992–1993: Phoenix Suns
- 1993–1994: Seattle SuperSonics
- 1994–1995: Phoenix Suns
- 1995–1996: Seattle SuperSonics
- 1996–1997: Seattle SuperSonics
- 1997–1998: Seattle SuperSonics
- 1998–1999: Portland Trail Blazers
- 1999–2000: Los Angeles Lakers
- 2000–2001: Los Angeles Lakers
- 2001–2002: Sacramento Kings
- 2002–2003: Sacramento Kings
- 2003–2004: Los Angeles Lakers
- 2004–2005: Phoenix Suns
- 2005–2006: Phoenix Suns
- 2006–2007: Phoenix Suns
- 2007–2008: Los Angeles Lakers
- 2008–2009: Los Angeles Lakers
- 2009–2010: Los Angeles Lakers
- 2010–2011: Los Angeles Lakers
- 2011–2012: Los Angeles Lakers
- 2012–2013: Los Angeles Clippers
- 2013–2014: Los Angeles Clippers
- 2014–2015: Golden State Warriors
- 2015–2016: Golden State Warriors
- 2016–2017: Golden State Warriors
- 2017–2018: Golden State Warriors
- 2018–2019: Golden State Warriors
- 2019–2020: Los Angeles Lakers
- 2020–2021: Phoenix Suns
- 2021–2022: Phoenix Suns
- 2022–2023: Sacramento Kings
- 2023–2024: Los Angeles Clippers
- 2024–2025: Los Angeles Lakers

### Csapatonként
| ^ | A csapat már nem a csoportban játszik |

| Csapat                                                | Címek | Győztes szezonok |
| ----------------------------------------------------- | ----- | --- |
| Los Angeles Lakers                                    | 25    | 1970–1971, 1971–1972, 1972–1973, 1973–1974, 1976–1977, 1979–1980, 1981–1982, 1982–1983, 1983–1984, 1984–1985, 1985–1986, 1986–1987, 1987–1988, 1988–1989, 1989–1990, 1999–2000, 2000–2001, 2003–2004, 2007–2008, 2008–2009, 2009–2010, 2010–2011, 2011–2012, 2019–2020, 2024–2025 |
| Phoenix Suns                                          | 8     | 1980–1981, 1992–1993, 1994–1995, 2004–2005, 2005–2006, 2006–2007, 2020–2021, 2021–2022 |
| Golden State Warriors                                 | 7     | 1974–1975, 1975–1976, 2014–2015, 2015–2016, 2016–2017, 2017–2018, 2018–2019 |
| Seattle SuperSonics^ (jelenleg Oklahoma City Thunder) | 5     | 1978–1979, 1993–1994, 1995–1996, 1996–1997, 1997–1998 |
| Portland Trail Blazers^                               | 4     | 1977–1978, 1990–1991, 1991–1992, 1998–1999 |
| Sacramento Kings                                      | 3     | 2001–2002, 2002–2003, 2022–2023 |
| Los Angeles Clippers                                  | 3     | 2012–2013, 2013–2014, 2023–2024 |